# Juillet 1876

## Événements
- 1er juillet : 
  - Le chemin de fer Intercolonial relie le Canada central aux Provinces maritimes.
  - Création de la banque Mitsui au Japon.

- 2 juillet : la Serbie et le Monténégro déclarent la guerre à la Turquie Ottomane devant le refus de la Porte d’accorder à la Serbie la Bosnie et au Monténégro l’Herzégovine.

- 4 juillet : exposition du Centenaire à Philadelphie.

- 8 juillet : entrevue de Reichstadt en Bohême entre les empereurs de Russie et d’Autriche, qui se partagent des zones d’influence dans les Balkans : à l’Autriche, la tutelle de la Serbie et l’annexion de l’Herzégovine, la Russie se réservant la tutelle de la Bulgarie et l’annexion de la Bessarabie et de l’Anatolie orientale. Ils se proposent d’offrir la Thessalie et l’Épire à la Grèce et d’octroyer à Constantinople un statut de ville libre.

- 26 juillet : création à Calcutta de la Fondation indienne (Indian National Association) par Surendranath Banerjee, qui entend en faire un instrument de promotion du sentiment politique parmi les classes moyennes de l’Inde orientale.

## Naissances
- 11 juillet : Max Jacob, poète français.
- 25 juillet : Élisabeth de Wittelsbach, duchesse en Bavière, troisième reine des Belges.
- 1er juillet : Alice Guy, réalisatrice/cinéma français.

## Décès
- 1er juillet : Mikhaïl Aleksandrovitch Bakounine, théoricien de l'anarchisme et philosophe russe, (° 1814).